# Lund
Lund – miasto w południowo-zachodnim regionie Szwecji, w prowincji Skanii, na północny wschód od Malmö; siedziba władz gminy Lund, wchodzącej w skład transgranicznego regionu Öresund, obejmującego fragmenty terytoriów Danii i Szwecji. Około 101 tys. mieszkańców i 442,7 km² powierzchni, co daje mu pozycję dwunastego pod względem liczby mieszkańców miasta w Szwecji. W związku z jego akademickim charakterem, Lund charakteryzuje się wyraźną nadreprezentacją grupy wiekowej 20–29 lat (21% populacji) i osób z wyższym wykształceniem (58% w stosunku do 29% w skali kraju).

## Historia

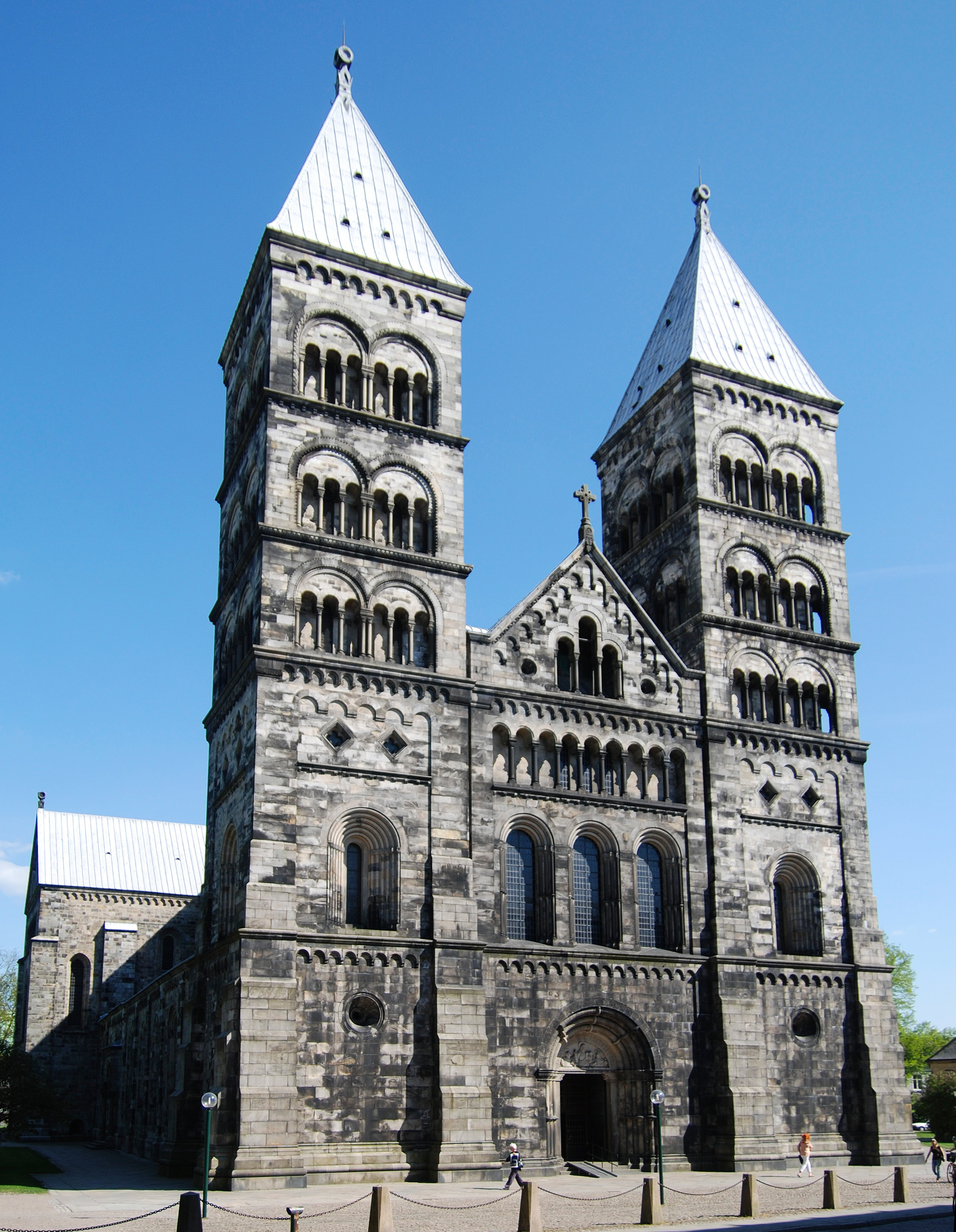
Romańska katedra, dawne miejsce koronacji duńskich monarchów

Lund zostało założone prawdopodobnie pod koniec X wieku, dla wzmocnienia związków tego obszaru z Królestwem Danii, jednocześnie stając się nowym przyczółkiem dla misji chrystianizacyjnej Kościoła katolickiego na tych terenach. W ramach wykopalisk archeologicznych odnaleziono tu pozostałości najstarszego znanego drewnianego kościoła w Skanii, wzniesionego w okolicach 990 r.
Złota era miasta przypadła na okres średniowiecza. U progu XII wieku Lund było już dobrze rozwiniętym miastem, ośrodkiem handlu i rzemiosła oraz siedzibą największej duńskiej mennicy. W 1104 decyzją papieża Paschalisa II umieszczono tu siedzibę arcybiskupstwa na całą Skandynawię. W 1145 konsekrowano katedrę, a w całym mieście znajdowało się w tym czasie 27 kościołów i klasztorów. Od XIII wieku Lund było najważniejszym miastem Danii – to stąd arcybiskupi sprawowali władzę kościelną nad całą Skandynawią. Od XIII do XV w. w lokalnej katedrze odbywały się koronacje królów Danii. Ostatnia miała miejsce w 1406, kiedy koronowano żonę Eryka Pomorskiego, Filipę Lancaster. Z końcem średniowiecza Lund straciło jednak swoją rolę centrum gospodarczego Skanii na rzecz Malmö, do którego ostatecznie w latach 40. XV wieku przeniesiono mennicę.
W 1536 r. Kościół rzymskokatolicki przestał pełnić dominującą rolę. Król Chrystian III zerwał ze zwierzchnictwem papieża w Rzymie i powołał do życia narodowy kościół luterański. Arcybiskupstwo zostało zniesione, ziemie należące dotąd do Kościoła przeszły na własność Korony, a większość kościołów i klasztorów w mieście została zburzona. O świetności średniowiecznego Lund przypominają do dziś katedra (Domkyrka), kościół klasztorny pw. św. Piotra oraz układ wijących się, brukowanych uliczek.
Wiek XVII był dla Lund okresem niepokojów, choć również nowych możliwości. Po kolejnych wojnach między Szwecją i Danią, w 1658 na mocy pokoju w Roskilde Skania została wcielona do Szwecji i poddana surowej szwedyzacji. Posługiwanie się językiem duńskim karano śmiercią. Jedną z najważniejszych decyzji mających przyspieszyć integrację regionu z resztą państwa, było założenie w Lund szwedzkojęzycznego uniwersytetu, którego inauguracja odbyła się w 1668.
W latach 1675–1679 miała miejsce tzw. wojna skańska, w której Dania próbowała odzyskać utracone wschodnie prowincje. 4 grudnia 1676 pod Lund rozegrała się jedna z jej najkrwawszych bitew (bitwa pod Lund); zwyciężyły w niej oddziały szwedzkie, ale niemal połowa ich żołnierzy poległa. 11 sierpnia 1678 znaczącą część miasta strawił ogień podłożony przez oddział wojsk duńskich.
W trakcie XVIII i XIX wieku Lund pozostawało niewielkim, uśpionym miasteczkiem. Dotknęła je jedynie ostatnia próba odbicia Skanii przez Duńczyków w 1709, w ramach Wielkiej Wojny Północnej (1700–1721). W 1768 otworzono w Lund pierwszy w Skanii szpital, który dał fundament dla ogromnego kompleksu Szpitala Uniwersyteckiego, mieszczącego się tu dzisiaj. Momentem przełomowym dla rozwoju Lund było otwarcie w 1856 połączenia kolejowego z Malmö, które wpłynęło na znaczny rozwój gospodarczy miasta.
Początek wieku XX upłynął w Lund pod znakiem szybkiego uprzemysłowienia: to wtedy na terenie miasta wyrosły siedziby kilku czołowych przedsiębiorstw szwedzkich. Do dziś tutejszy przemysł opiera się przede wszystkim na najnowszych procedurach i produkcji typu high-tech. Do najważniejszych firm regionu należą m.in. Åkerlund & Rausing, Gambro, Tetra Laval, Astra Zeneca oraz Ericsson Mobile Communications.

## Gospodarka
W mieście rozwinął się przemysł maszynowy, metalowy, celulozowo-papierniczy, poligraficzny oraz odzieżowy.

## Kultura
Życie miasta koncentruje się w znacznym stopniu wokół Uniwersytetu w Lund (znanego także pod nazwą Regia Academia Carolina, Królewski Karoliński Uniwersytet), największego dziś ośrodka akademickiego w krajach nordyckich, kształcącego ponad 24 000 studentów pochodzących z krajów całego świata.
Znajduje się tam również najstarsze Muzeum Archeologiczne w Europie – Historiska Museet vid Lunds universitet, założone w 1805.

## Miasta partnerskie
- Greifswald
- Zabrze